# Four on the Floor
Four on the Floor é o segundo álbum de estúdio da banda de rock norte-americana Juliette and the Licks, lançado em 2006. A maior parte das composições é da vocalista Juliette Lewis e do guitarrista Todd Morse.

## Faixas
Todas as faixas por Juliette Lewis e  Todd Morse, exceto onde anotado.
1. "Smash and Grab" — 2:46
2. "Hot Kiss" — 2:44
3. "Sticky Honey" — 2:21
4. "Killer" (Lewis/Womack) — 2:18
5. "Death of a Whore" — 3:55
6. "Purgatory Blues" (Lewis/Morse/Walters/Womack) — 3:34
7. "Get Up" (Lewis/Walters) — 4:58
8. "Mind Full of Daggers" (Lewis/Morse/Walters) — 3:43
9. "Bullshit Kings" — 3:21
10. "Inside the Cage" (Lewis/Womack) — 3:59